# Chi Cu cu
Chi Cu cu (danh pháp khoa học: Cuculus) là một chi bao gồm 16 loài chim mà trong tiếng Việt ngày nay gọi là cu cu, chèo chẹo, bắt cô trói cột v.v. Các loài chim này sinh sống tại khu vực Cựu Thế giới, nhưng sự đa dạng lớn nhất có tại khu vực nhiệt đới miền nam và đông Nam Á. Tên gọi đỗ quyên có nguồn gốc từ 杜鹃 trong tiếng Trung, trước đây được dùng để chỉ các loài chim trong chi này, nhưng ngày nay chủ yếu được dùng để chỉ các loài cuốc trong các chi Amaurornis, Porzana thuộc họ Gà nước (Rallidae) nhiều hơn. Các loài trong chi này bao gồm:
- Cu cu thông thường (đại đỗ quyên, bố cốc, quách công), Cuculus canorus
- Cu cu đen, Cuculus clamosus [1]
- Chèo chẹo Sulawesi, Cuculus crassirostris
- Chèo chẹo nhỏ (chèo chẹo Hodgson hay tông phúc đỗ quyên), Cuculus fugax
- Cu cu châu Phi, Cuculus gularis
- Cu cu Horsfield, Cuculus horsfieldi
- Bắt cô trói cột (cu cu Ấn Độ, tứ thanh đỗ quyên), Cuculus micropterus
- Cu cu Pallid, Cuculus pallidus
- Chèo chẹo Philippin, Cuculus pectoralis
- Cu cu nhỏ (tiểu đỗ quyên) Cuculus poliocephalus
- Cu cu Madagascar, Cuculus rochii
- Cu cu phương Đông (trung đỗ quyên), Cuculus saturatus
- Cu cu ngực đỏ, Cuculus solitarius
- Chèo chẹo lớn (ưng quyên), Cuculus sparverioides
- Chèo chẹo có ria (tiểu ưng quyên), Cuculus vagans
- Chèo chẹo thông thường (Nam Á ưng quyên), Cuculus varius

Các loài chim này có kích thước không đồng nhất với thân hình mảnh dẻ, đuôi dài và chân khỏe. Phần lớn sinh sống trong các khu rừng thoáng rộng, nhưng một số ưa thích các vùng thôn quê thoáng đãng. Một vài loài là chim di cư.
Phần lớn các loài trong chi Cuculus là các chim đẻ trứng ký sinh (đẻ nhờ tổ), chúng đẻ một trứng vào tổ của các loài chim khác trong bộ Sẻ. Ví dụ điển hình nhất là cu cu thông thường châu Âu. Chim cu cu mái trong mỗi tổ sẽ thay thế một quả trứng của chim chủ bằng một trứng của nó. Trứng của cu cu nở sớm hơn trứng của chim chủ và chim cu cu non cũng lớn nhanh hơn chim non của chủ tổ; trong phần lớn trường hợp chim cu cu non sẽ đẩy trứng của chim chủ hay chim non kia ra khỏi tổ.
Các loài cu cu không ký sinh, giống như phần lớn các loài chim không phải chim sẻ khác, đẻ trứng có vỏ màu trắng, nhưng các loài cu cu ký sinh đẻ trứng với vỏ có màu phù hợp với màu vỏ trứng của chim chủ. Các chim cu cu mái chuyên môn hóa theo các vật chủ cụ thể và đẻ trứng trông tương tự như trứng của vật chủ.
Các loài chim cu cu ký sinh nhóm lại thành các bầy, với mỗi bầy chuyên môn hóa trên một loại chim chủ cụ thể. Có một số chứng cứ cho thấy các bầy này khác nhau về mặt di truyền học.
Chim cu cu là các loài chim biết hót, với giọng hót to và dai dẳng. Chúng ăn các loài côn trùng lớn, với các sâu bướm có lông, là những thức ăn không được nhiều loài chim khác ưa thích. Một hoặc hai loài còn ăn cả hoa quả.

## Hình ảnh

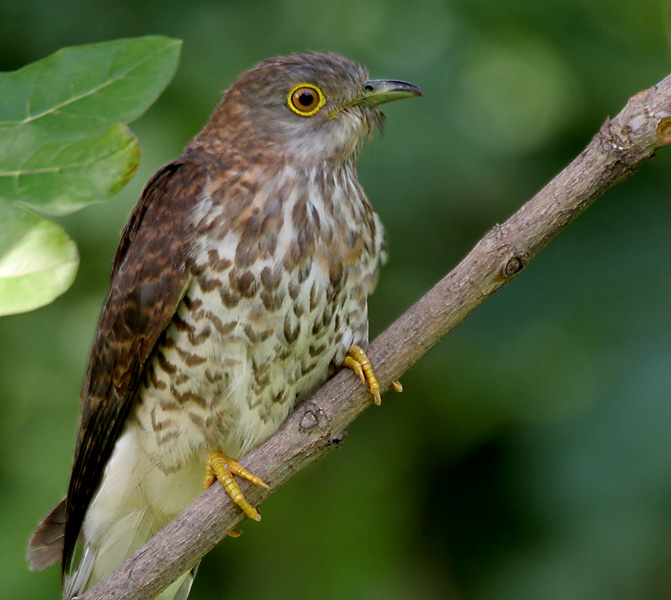
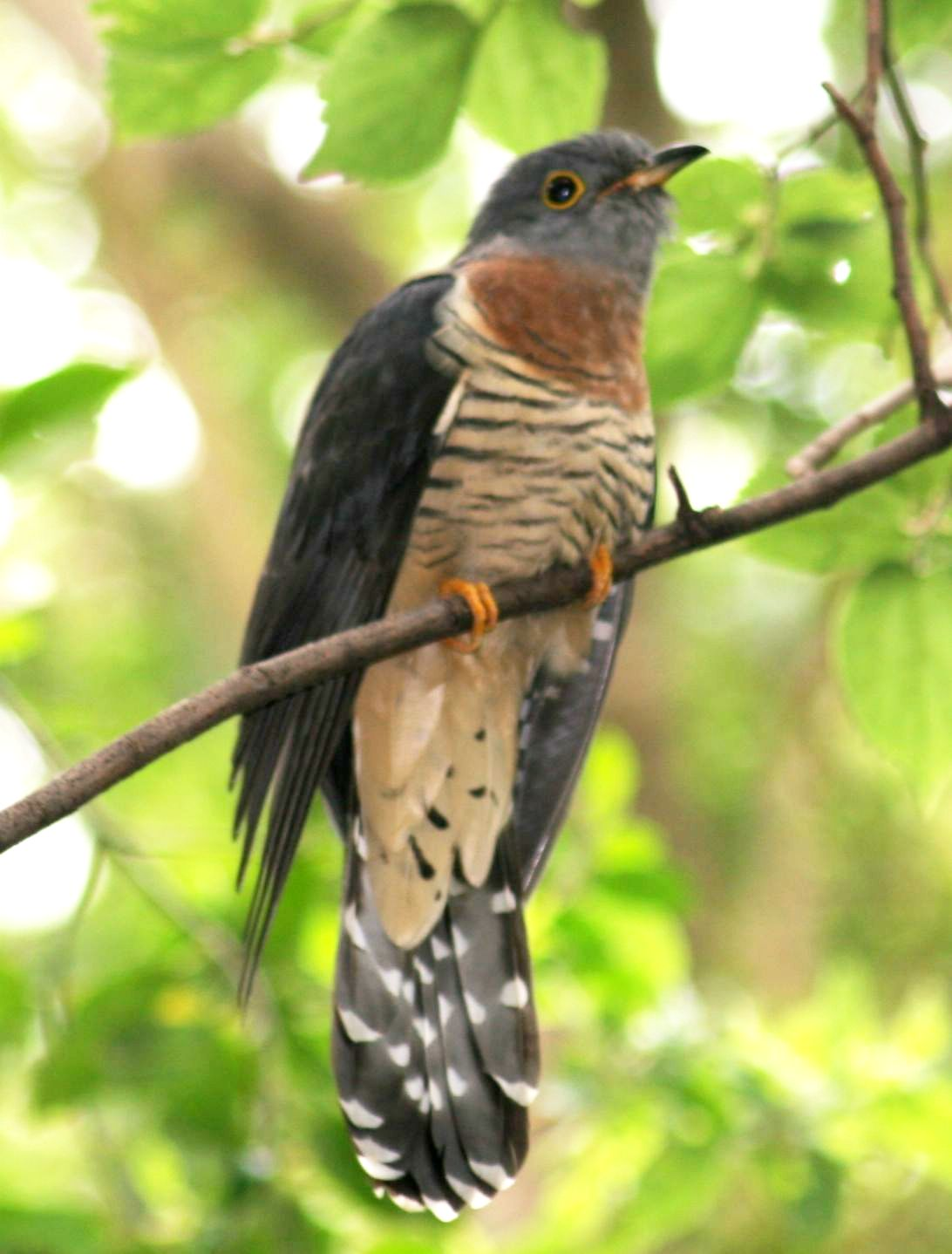
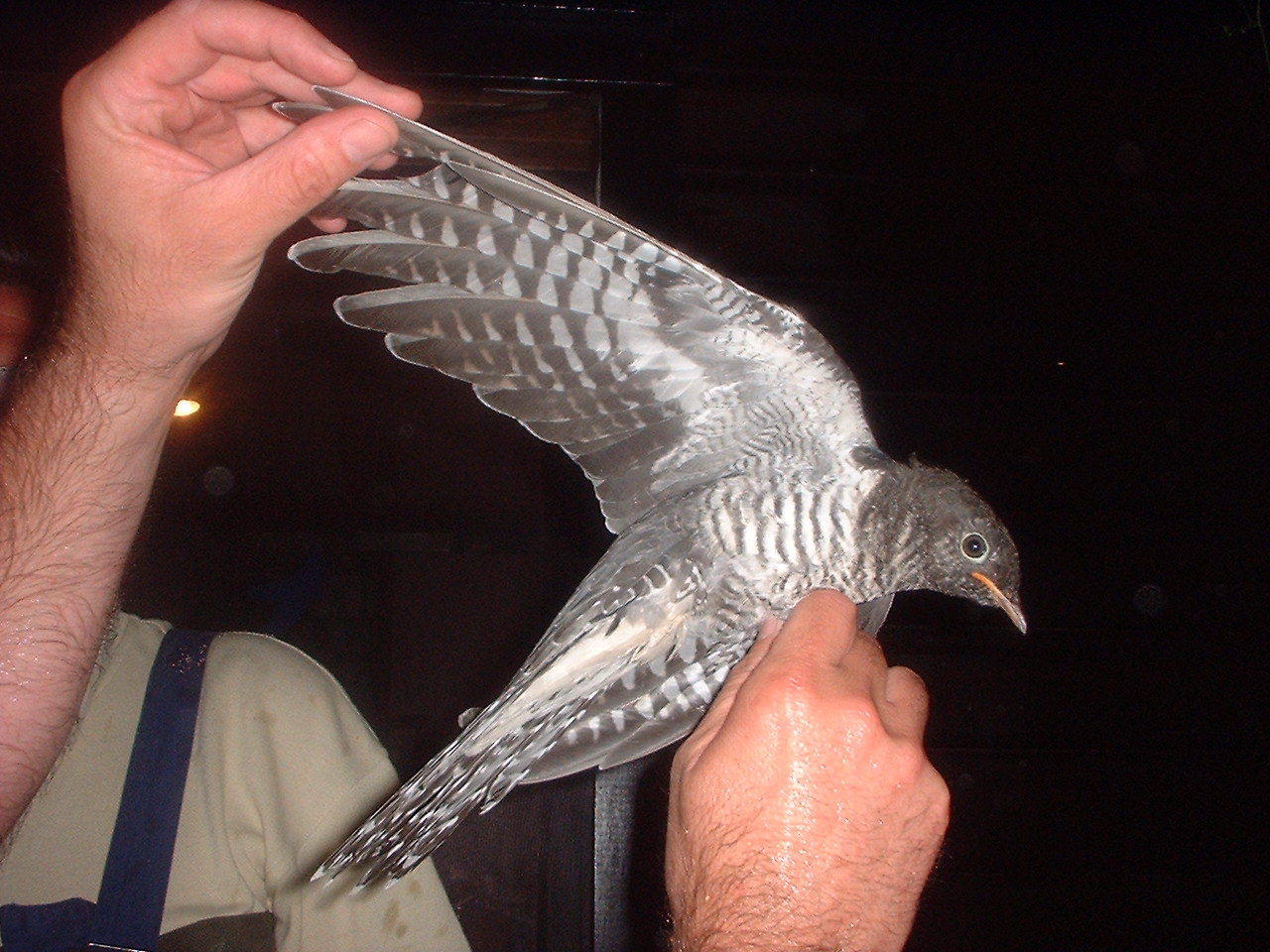
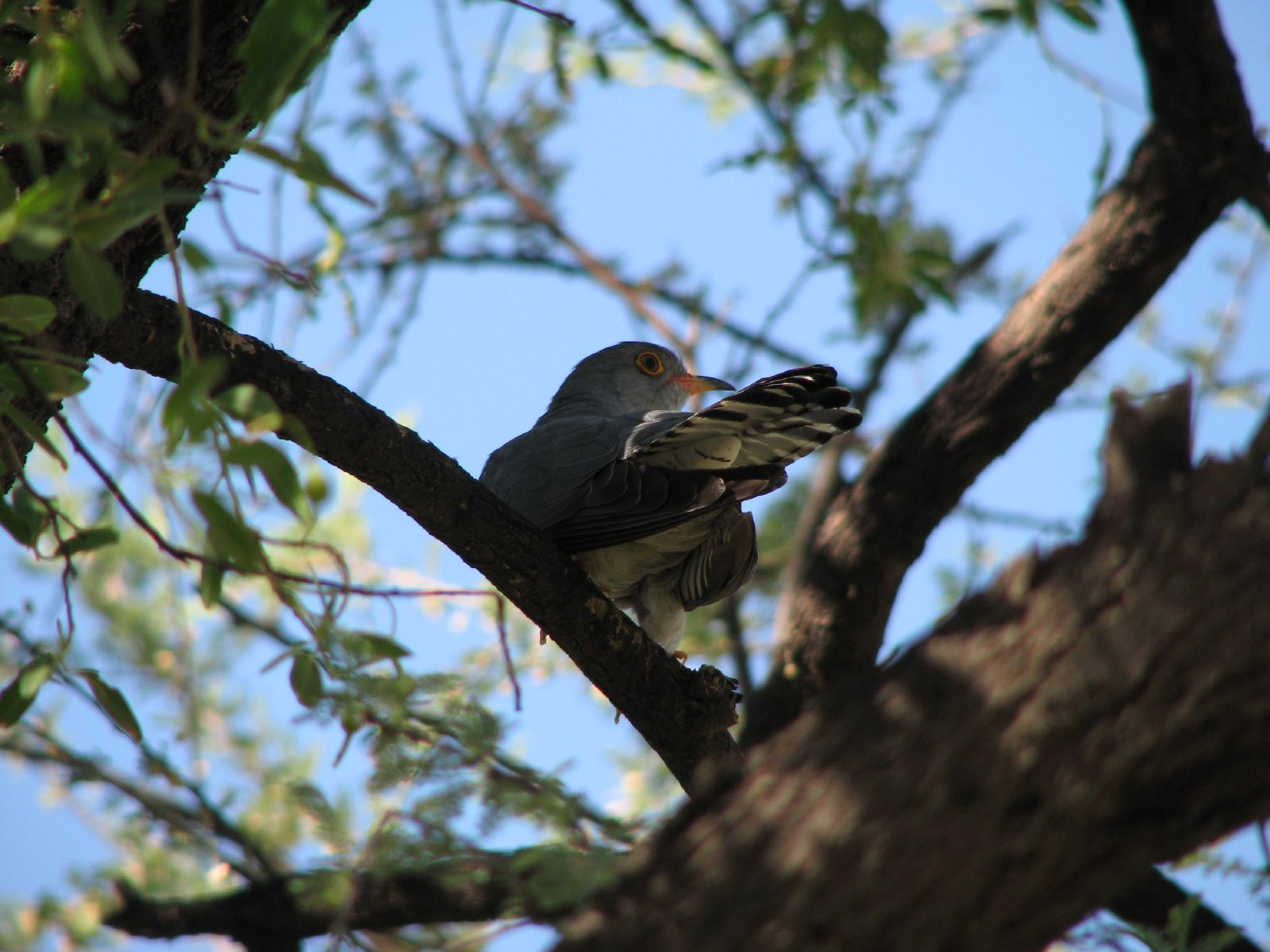
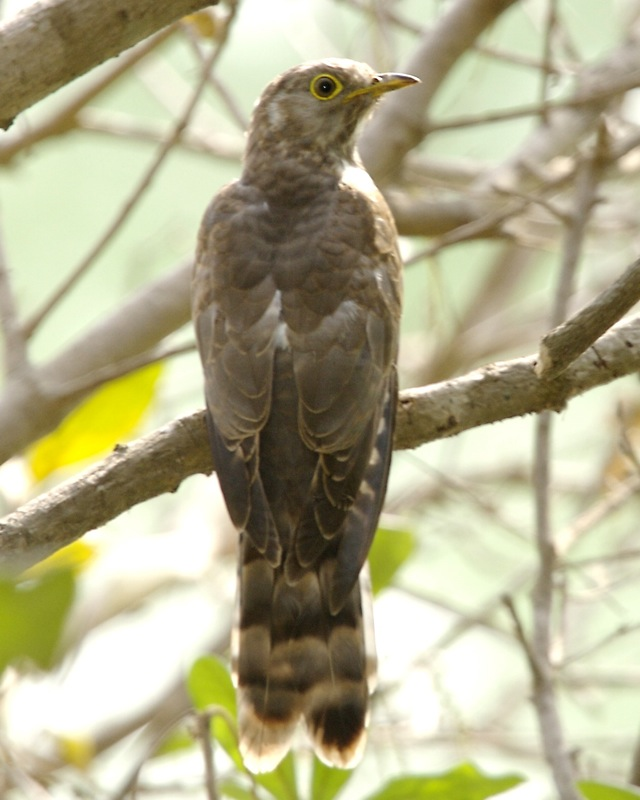

## Lưu ý
1. ↑  Tên gọi cu cu đen trong tiếng Việt dành cho Surniculus lugubris cùng họ, do Cuculus clamosus không có ở Việt Nam.